# Pogrom de Częstochowa
Le pogrom de Częstochowa désigne une série d'actes antisémites qui se produisit le 11 août 1902 dans la ville de Chenstokhov, dans la partition russe sous Nicolas II (actuellement Częstochowa en Pologne). Selon un rapport officiel russe du gouverneur tsariste du gouvernement de Piotrków (résidant à 85 kilomètres de distance), ce pogrom éclate après une altercation entre un commerçant juif et une femme catholique.

## Version polonaise des évènements

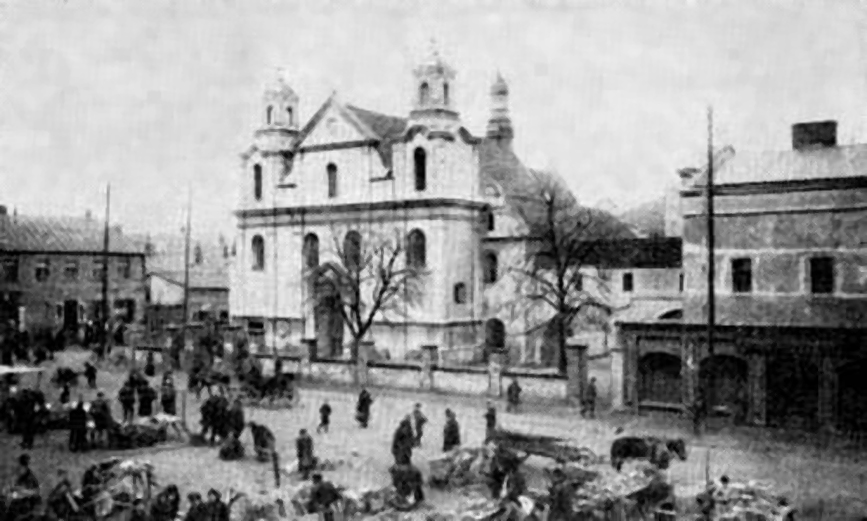
Nouvelle Place, au tournant du siècle

D'après la version polonaise des faits, la bagarre sur le marché entre un Juif et un Polonais ethnique, tous deux soupçonnés d'activités illégales, est instiguée par les soldats de l'armée impériale russe. Presque instantanément, le conflit se transforme en une manifestation de masse contre l'occupation russe. Deux personnes sont tuées. L'émeute s'intensifie. Les cosaques tsaristes battent le président du conseil juif, Henryk Markusfeld, et attaquent le quartier juif, violant des jeunes femmes, pillant et détruisant des biens. C'est le premier événement de ce type dans l'histoire de Częstochowa.
Il y avait 12 000 Juifs à Częstochowa au tournant du siècle, soit environ 29 % de la population. Notamment, les relations entre Juifs et Polonais dans la ville étaient bonnes. « Les produits des orfèvres juifs – écrivait le Père Jan Związek – ornaient non seulement les intérieurs des synagogues, mais aussi certaines églises catholiques. » Cependant, des troubles sanglants anti-russes éclatent à Częstochowa dès mai 1894, impliquant 2 200 ouvriers. Les relations avec les forces d'occupation atteignent leur point le plus bas en 1905 lorsque de nombreux ouvriers en grève sont tués par les Russes, beaucoup d'autres arrêtés et envoyés en Sibérie.

## Version russe et juive des faits
Selon le gouverneur tsariste stationné à Piotrków, une foule attaque les magasins juifs à Częstochowa, tuant quatorze Juifs et un gendarme russe. L'armée impériale, amenée pour rétablir l'ordre, aurait été lapidée par la foule. Les soldats ouvrent alors le feu, tuant deux émeutiers polonais et en blessant plusieurs autres, selon le gouverneur russe. En quelques jours, le rapport tsariste de Russie parvient à la presse étrangère. La description présumée de l'incident est reprise par le New York Times le 14 septembre 1902.
Le Jewish Workers' Voice rapporte : 

« La femme chrétienne battue n'était même pas gravement blessée et, le même jour, elle s'est signée à la sortie de l'hôpital. Mais, malgré cela, tout le monde, même les médecins de l'hôpital, ont répandu la rumeur que la femme chrétienne était morte. Le 11 août, à midi et demi, au moment où les ouvriers quittaient les usines pour déjeuner, une foule de briquetiers (« mulaczes »), d'ouvriers d'usine et de jeunes garçons non juifs commence à jeter des pierres dans les magasins juifs du « vieux marché ». Aucun policier n'est présent ; il n'y a pas de soldats à Częstochowa. Ils ont été envoyés en manœuvres. Les Juifs commencent à fermer leurs magasins. Ensuite, plusieurs policiers et un commissaire (pristov) ainsi qu'un officier de la gendarmerie apparaissent. Les ouvriers se dispersent, frappant chaque Juif en long caftan sur leur passage. Le « vieux marché », centre du commerce juif, est alors calme. Cependant, au même moment, un « pogrom » commence dans les rues pauvres. ... Parmi les soldats qui sont restés en ville, beaucoup sont juifs, et les antisémites polonais répandent alors une rumeur selon laquelle ce serait uniquement pour cette raison que les soldats n'ont pas refusé de tirer sur la foule. ... La foule, ne rencontrant aucune opposition, se déchaîne largement. Ils pillent et détruisent tous les entrepôts juifs, en commençant par les petits magasins et en finissant par les grands et riches grands magasins, qui avaient placé des « icônes » et des bougies dans les vitrines. ... La foule est avertie deux fois qu'elle doit se disperser ; deux fois des balles sont tirées en vain, mais cela ne fait que provoquer davantage la foule, et ils commencent à jeter des pierres sur les soldats. Ensuite, il y a eu un tir nourri ; deux personnes sont restées mortes sur le coup et plusieurs ont été grièvement blessées... Il est intéressant de noter qu'il y avait plusieurs Juifs parmi les blessés. Par conséquent, il faut supposer que les soldats ont tiré non seulement sur les agresseurs mais aussi sur ceux qui étaient attaqués. C'était calme après le massacre, mais les pillards ne se sont pas arrêtés dans les rues environnantes. Il y a eu des pillages particulièrement sévères sur la rue Warszawer et à Częstochówka ; là, plusieurs personnes de la foule ont jeté des pierres sur le mémorial du Tsar Alexandre II. Et on entendait chanter la chanson nationale polonaise, « Jeszcze Polska nie zginęła » (« La Pologne n'a pas encore péri »). À cause de cela, plusieurs ont ensuite répandu une rumeur selon laquelle le pogrom avait ostensiblement un caractère politique… »

—   Arbeter Shtime [Voice of the Worker], numéro 30 (d'octobre 1902)
En raison de sa grande communauté juive et de l'importance de la ville en tant que lieu de pèlerinage pour les catholiques polonais, Częstochowa a néanmoins connu des troubles antijuifs. Le 27 mai 1919, cinq Juifs sont tués en représailles à la fusillade d'un officier polonais par un jeune Juif en plein jour sur l'avenue NMP. En juin 1937, lors d'une tentative de vol dans un magasin juif, un passant chrétien est abattu par un membre du Bund, ce qui entraîne la destruction de dizaines d'établissements juifs par des jeunes de droite, sans faire de victimes des deux côtés. Pendant toute la période de l'entre-deux-guerres, les commerçants juifs dominent les industries du textile, du cuir et de l'alimentation localement. Plus de la moitié des établissements de vente au détail appartiennent à des Juifs à Częstochowa avant la Seconde Guerre mondiale.